# Джошуа Лікі
Джошуа Марк Лікі (англ. Joshua Mark Leakey; нар. 28 січня 1988, Гемпшир, Англія, Велика Британія) — британський військовослужбовець, капрал Парашутного полку Британської армії. Кавалер хреста Вікторії.
Народився у 1988 році у Гемпширі, в сім'ї з давніми військовими традиціями. Після закінчення школи вступив до Кентського університету, який кинув на першому курсі заради військової служби. У 2007 році вступив до Британської армії.
У складі Парашутного полку тричі відряджувався на війну в Афганістані. 22 серпня 2013 року під час патрулювання місцевості у вілаяті Гільменд, молодший капрал Лікі, наймолодший член бойової групи, взяв на себе командування операцією з визволення союзницьких кулеметних груп із засідки талібів. Поодинці здійснюючи контроль над ситуацією, керуючи одним кулеметом і водночас, відновивши контроль над іншою зброєю, а також розпочавши евакуацію пораненого офіцера Корпусу морської піхоти США, Лікі зміг придушити опір бойовиків, надихнувши своїх товаришів на полі бою. Проявивши хоробрість, героїзм і лідерство, які не очікувалися від солдата його звання, у 2015 році Лікі нагородили хрестом Вікторії. Він став третім британським військовослужбовцем, який отримав цю нагороду за дії в Афганістані, причому першим, хто її отримав прижиттєво.

## Біографія

### Молоді роки, сім'я й освіта
Джошуа Лікі народився 28 січня 1988 року у Гемпширі. Батьки — Марк і Розмарі Лікі. Мати веде практику у галузі трудової терапії; батько служив у Повітряних силах Великої Британії, а потім став директором Християнського союзу озброєних сил. У Джошуа є брат Бен.
Рід Лікі відомий довгою військовою історією: родичами Джошуа є Найджел Лікі посмертно нагороджений хрестом Вікторії під час Другої світової війни; Девід Лікі, який обіймав посаду герольдмейстра Палати лордів; а також Рі Лікі, кавалер Воєнного хреста та ордену «За видатні заслуги».
У 1999—2006 роках Джошуа навчався у незалежній школі Крайтс-Госпітал у Горшемі (Західний Сассекс). Вчителі відгукувалися про нього як про «працелюбного та життєрадісного учня». Потім Лікі вступив на факультет військової історії Кентського університету, але кинув його на першому році навчання заради військової служби.

### Військова служба
У 2007 році Лікі вступив до Британської армії. Його зарахували до 1-го батальйону Парашутного полку. У 2009, 2011 та 2013 роках він відряджувався до Афганістану для участі в операції «Геррік».

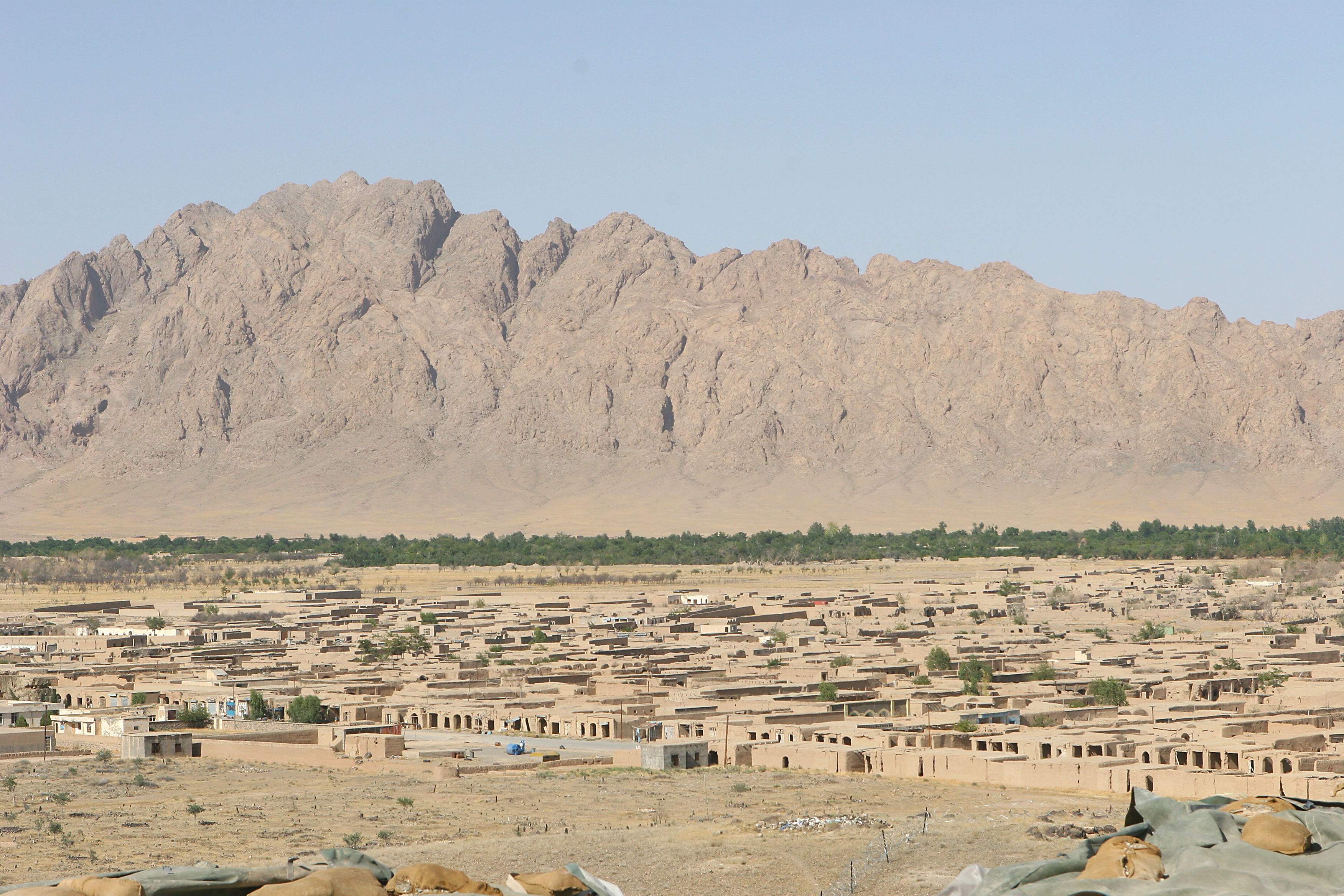
Вид на місто Навзад, 2009 рік

22 серпня 2013 року у вілаяті Гільменд, на південь від Навзада, британські парашутисти, американські морпіхи й афганські солдати попрямували в одне з сіл для спільного патрулювання і вже стало рутинним пошуку власників незаконної зброї. Відразу ж після висадки в район операції на вертольотах Boeing CH-47 Chinook, патруль був атакований двома десятками озброєних бойовиків, які відкрили вогонь з кулеметів і ручних протитанкових гранатометів. Вертоліт Лікі приземлився на пагорбі поруч із селом, після чого він, разом із трьома іншими парашутистами й одним афганським солдатом, приступив до забезпечення головного загону патруля вогневою підтримкою. Ведучи спостереження з підвітряного боку пагорба, вони стали очевидцями нападу бойовиків на дві кулеметні групи, а також почули по радіозв'язку повідомлення про вже наявні втрати, поранених і вбитих. Лікі побіг вгору схилом для того, щоб оцінити серйозність атаки, і дійшов висновку про необхідність вживання термінових заходів. Попри молодий вік, молодший капрал Лікі взяв ситуацію під свій контроль, проявивши лідерство, не очікуване від солдата його звання, і повів свою групу на допомогу до загону, який зазнав нападу.
|                                   | У цей день усі речі просто мали інший вигляд. Ворог виявився більш непохитним, і навіть попри на атаки з повітря, вони тримались та боролись, що трапляється доволі рідко. І думки, які виникали у той день у моєму мозку, говорили про те, що треба усе зробити правильно. Товариш отримав поранення, необхідно було дістатися до цього хлопця, і зробити так, щоб поранення не отримали інші солдати. […] Мої цілі тоді були дуже простими, як і у всіх у той день. Коли стало зрозуміло, що є втрати, наша задача трохи змінилася, і нам вже довелося мати справу з пораненими та намагатися утихомирити противника. Мені подобається думати про те, що ми дуже добре попрацювали, попіклувавшись про постраждалих і надававши ворогу. |
| — Джошуа Лікі про виконану місію. | |

Діставшись постраждалих, Лікі надав першу допомогу пораненому в плече капітану Корпусу морської піхоти США Брендону Бочіану, який намагався протягом години вибратися з оточення, і таким чином дав початок процесу його евакуації з поля бою. Після цього Лікі повернувся за кулеметом, коли його група забралася на вершину пагорба. Перемістившись на вигіднішу позицію для стрільби по атакуючим талібам, Лікі перебував під постійним прицільним вогнем; від його зброї зрикошетила ворожа куля. Ці дії стали поворотним моментом у бою, які надихнули інших солдатів розпочати перестрілку.
Борючись Ліки одночасно по своєму радіоприймачі передавав повідомлення вищому командиру про зміну ситуації на його ділянці бою. Зрозумівши, що один кулемет не відіграє великої ролі у відбитті атаки бойовиків, він передав його під керування іншому солдатові, а сам побіг через шквальний вогонь до підніжжя пагорба, де підібрав інший кулемет. Після цього Лікі піднявся на 200 метрів вгору крутим схилом, розташував знаряддя у відповідному для стрільби місці та відкрив вогонь по талібах. Усього Лікі здійснив три сходження на пагорб. Після прибуття підтримки з повітря перестрілка закінчилася, продовжившись близько 45 хвилин, за які було вбито одинадцять бойовиків, а ще четверо отримали поранення. Після цього Лікі повернувся до пораненого американського офіцера, зупинив кровотечу та стабілізував стан, а потім особисто очолив операцію з його медичної евакуації з поля бою. Згодом Лікі зазначав, що «зрозуміло знав» про кулі, які свистять, проте в бою концентрувався на поставленому завданні, тому що «якби ти все своє життя думав про те, що станеться, що може статися з тобою, тоді вранці ти б не встав з ліжка і ти б нічого не досяг». Єдине про що він жалкував, так про втрату своєї кокарди на полі бою.

### Нагородження хрестом Вікторії
26 лютого 2015 року Лікі отримав хрест Вікторії. Відповідний нагородний список міністерства оборони Великої Британії, зі 139 осіб, які отримали різні нагороди за військову службу, був опублікований в офіційній газеті уряду The London Gazette. Хрест Вікторії заснувала у 1856 році королева Вікторія, ставши найвищою нагородою за хоробрість незалежно від звання, і відливався з російських бронзових гармат, захоплених при облозі Севастополя під час Кримської війни. Усього їм нагородили 1356 осіб. Лікі став першим живим і одним з трьох кавалерів хреста Вікторії за весь час війни в Афганістані, після Джеймса Ашворта та Браяна Бадда, нагороджених посмертно у 2013 та 2006 роках, відповідно, а також 15-й — з часів Другої світової війни. Крім цього, Лікі став другим прижиттєво нагородженим з 1965 року, після Джонсона Бехаррі, який одержав цю нагороду у 2005 році за хоробрість, виявлену під час війни в Іраку. Також Джошуа став другим членом родини Лікі — кавалером хреста Вікторії.
 
На церемонії оголошення подання разом з іншими 13 кавалерами різних нагород у Ланкастер-Хаусі у Лондоні начальник Генерального штабу Великої Британії генерал Нік Картер обійняв Лікі, порушивши відповідний протокол. Полковник-комендант Парашутного полку Джон Лорімер зазначив, що «зразкові дії молодшого капрала Лікі в умовах сильного та точного ворожого вогню уособлюють дух й образ Парашутного полку. Від свого імені і як полковник-комендант Парашутного полку, я хотів би скористатися нагодою, щоб привітати молодшого капрала Лікі з цією особливою та найбільш заслуженою нагородою. Ми дуже пишаємося ним». Начальник штабу оборони Нік Готон сказав, що глибоко схиляється «перед мужністю, лідерством і завзятістю молодшого капрала Лікі, що знаходився віч-на-віч з дуже рішучим ворогом. Він — герой, як і всі інші чудові солдати. Вони всі винятково хоробрі люди, які виконали свої обов'язки в найскладніших умовах. Ми повинні бути дуже вдячні всім, хто готовий служити нашій країні таким чином».

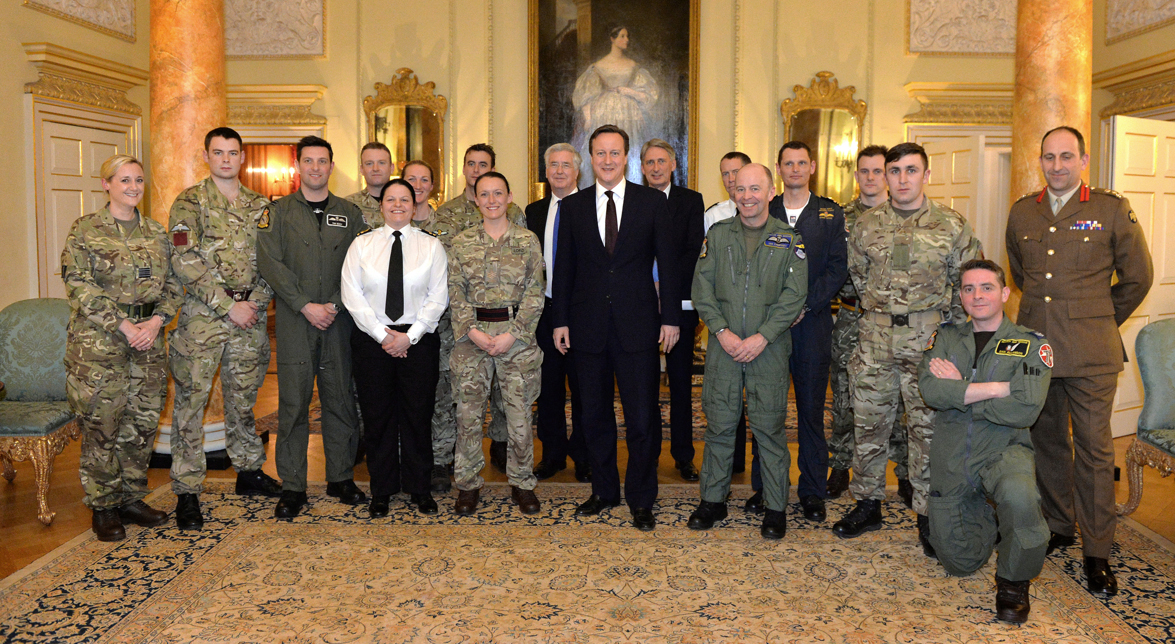
Джошуа Лікі з бойовими товаришами й урядовцями на Даунінг-стріт, 10.

Потім нагороджені побували на церемонії на Даунінг-стріт, де зустрілися з членами уряду, серед яких був міністр закордонних справ Філіп Геммонд та міністр оборони Майкл Феллон, а також прем'єр-міністр Великої Британії Девід Камерон, який зазначив

Це абсолютно правильно, що молодший капрал Ліі отримав хрест Вікторії. Він уособлював поняття доблесті своїми діями на цьому схилі у провінції Гільменд. Коли ви дізнаєтесь про ті минулі події та інтенсивність ворожого вогню, то насилу уявлятимете як можна було не завмерти на місці, у той час, коли молодший капрал Лікі ризикуючи своїм життям, перейшов не один, а кілька разів через той неродючий схил, щоб битися та врятувати життя товаришів. І саме тому він гідний тієї найвищої нагороди за хоробрість, який тільки й може бути дарована нацією.
Оригінальний текст (англ.)
It is absolutely right that Lance Corporal Leakey has been awarded a Victoria Cross. He epitomised valour with his actions on that hillside in Helmand. When you hear how events unfolded and the intensity of enemy fire, it is difficult to imagine how one wouldn’t be frozen to the spot and yet Lance Corporal Leakey risked his life to run across that barren hillside not just once, but multiple times, to turn the battle and save the lives of comrades. And that is why he deserves the highest honour for bravery the nation can give.

Сам же Лікі говорив, що був «глибоко зворушений» вшануваннями, проте дотримувався скромної думки про свій героїзм: «Мені пощастило. Я тут, я зберіг всі кінцівки, моє здоров'я, я повернувся до моїх друзів і моєї родини. Здобуття такої нагороди просто приголомшує, але її також заслуговує мій полк і мій батальйон, якими я так пишаюся». Батьки Джошуа і собі сказали, що дуже пишаються своїм сином: «Наші серця — з багатьма іншими батьками, чиї сини та дочки не вижили в цьому конфлікті, який затягнувся». Всього в Афганістані служили 143 тисяч британських солдатів, з яких додому не повернулися 452 особи. Про героїзм Джошуа висловився і його брат Бен: «Я завжди був неймовірно гордий за мого брата, до якого я ставлюся з величезною повагою та захопленням, незалежно від двох літер, які тепер будуть слідувати за його ім'ям». Водночас на адресу Ліки та його сім'ї надійшли погрози з боку прихильників ІДІЛ, які базуються у Великій Британії. Терористи пообіцяли викрасти Лікі, у зв'язку з чим уряд і міністерство оборони вжили належних і посилених заходів для забезпечення його безпеки. Капітан Корпусу морської піхоти США Брендон Бочіан, який одужав, став інструктором у базовій школі у Квантіко (штат Вірджинія), також висловив свою радість з приводу нагородження Ліки: «Він цього заслуговує». Попри те, що Велику Британію та США пов'язують особливі відносини, за даними ЗМІ, питання нагородження Лікі у США навіть не розглядалося.
14 квітня королева Великої Британії Єлизавета II особисто вручила хрест Вікторії Лікі на церемонії у Віндзорському замку. Церемонія пройшла у Палаті Ватерлоо, прикрашеної портретами королів і воєначальників під покровом образу герцога Веллінгтона, в інструментальному супроводі Корпусу армійської музики. До палацу Лікі прийшов разом із представниками трьох поколінь своєї родини — бабусею та дідусем, батьками та братом. Після того, як наказ про нагородження зачитали, Джошуа зробив крок назустріч Єлизаветі II — у них відбулася коротка бесіда, а потім королева вручила йому хрест Вікторії зі словами: «Я не дуже часто це роблю. Молодець!». Дані слова були справедливі, оскільки на час царювання Єлизавети II припало лише 11 нагороджень, з яких п'ять виявилися посмертними. Після церемонії Джошуа сказав, що все «це дуже здорово для моєї сім'ї, моїх друзів, мого полку, але мені це насамперед нагадує про жертви, понесені в Афгані, — я маю на увазі втрати не лише життів і кінцівок, а й часу тих, хто був там кілька місяців поспіль».

### Подальше життя
Після нагородження Лікі продовжив службу у Парашутному полку. У шлюбі не перебуває, дітей немає. Рідко з'являється на публіці, за винятком зустрічей «Асоціації хреста Вікторії та хреста Георга». У 2016 році він передав свої нагороди, зокрема і хрест Вікторії, для експонування у музеї Парашутного полку та повітряно-десантних сил при Імперському військовому музеї у Даксфорді.

## Нагороди
- Хрест Вікторії, Медаль оперативної служби за Афганістан з пряжкою «Афганістан»[47].
- Почесний громадянин Лондонського Сіті (2016)[48].